# Dalila Rodrigues
Maria Dalila Aguiar Rodrigues (Granja, Penedono; 15 de agosto de 1960) es una doctorada en historia del arte, investigadora, profesora universitaria y efímera política portuguesa.

## Biografía
Dalila Rodrigues nació en la entonces freguesia de Granja, parte del municipio de Penedono en el distrito de Viseo de la época dictatorial portuguesa conocida como Estado Nuevo.
Se licenció en Historia del Arte la Universidad de Coímbra en la década de 1980, convirtiéndose en profesora de la Cátedra convalidada del Colegio de Artes de la Universidad en 1986. En 2001 conseguiría el doctorado de la disciplina en la misma universidad.
Ha sido directora de reconocidos monumentos culturales portugueses tales como el Museo Nacional de Arte Antiguo, la Casa da Música, el Centro cultural de Belém, el Museu Coleção Berardo, el Monasterio de los Jerónimos o la Torre de Belém.
En 2024 fue nombrada ministra de Cultura en el Gabinete Montenegro.
A raíz del escándalo político del Caso Spinumviva que implicaba al propio primer ministro portugués, Luís Montenegro, se disolvió la Asamblea y se convocaron nuevas elecciones parlamentarias que la Alianza Democrática volvió a ganar, rehaciendo un nuevo gabinete (XXV gobierno constitucional) en el que Margarida Balseiro Lopes le sucedería como ministra de Cultura, Juventud y Deporte.